# Rhynchospora depressa
Rhynchospora depressa är en halvgräsart som först beskrevs av Georg Kükenthal, och fick sitt nu gällande namn av Shirley Gale. Rhynchospora depressa ingår i släktet småag, och familjen halvgräs. Inga underarter finns listade i Catalogue of Life.